# Lomagramma tahitensis
Lomagramma tahitensis är en träjonväxtart som beskrevs av Holtt. Lomagramma tahitensis ingår i släktet Lomagramma och familjen Dryopteridaceae. Inga underarter finns listade.